# Bry
Bry ist eine französische Gemeinde im Département Nord in der Region Hauts-de-France. Sie gehört zum Arrondissement Avesnes-sur-Helpe und zum Kanton Aulnoye-Aymeries.

## Geografie
Die Gemeinde Bry liegt an der Grenze zu Belgien, liegt acht Kilometer ostsüdöstlich der Stadt Valenciennes. Die Nachbargemeinden sind Honnelles (Belgien) im Nordosten, Wargnies-le-Petit im Südosten, Wargnies-le-Grand im Südwesten sowie Eth im Nordwesten. Das Siedlungsgebiet liegt auf 106 Metern über Meereshöhe.

## Bevölkerungsentwicklung
| Jahr                       | 1962 | 1968 | 1975 | 1982 | 1990 | 1999 | 2008 | 2013 | 2020 |
| Einwohner                  | 280  | 275  | 233  | 272  | 312  | 349  | 363  | 408  | 419  |
| Quellen: Cassini und INSEE |      |      |      |      |      |      |      |      |      |

## Sehenswürdigkeiten

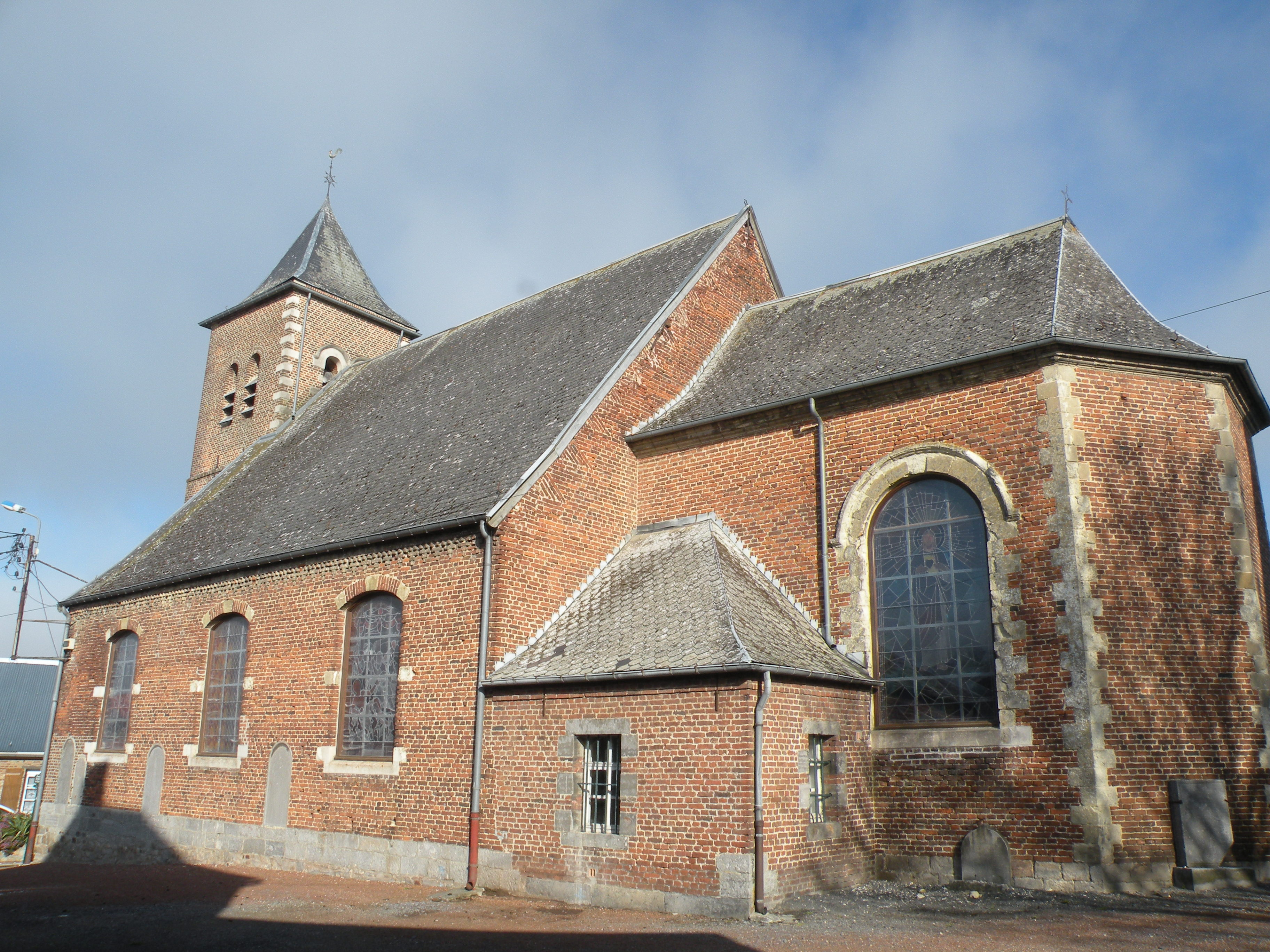
Kirche Saint-Laurent
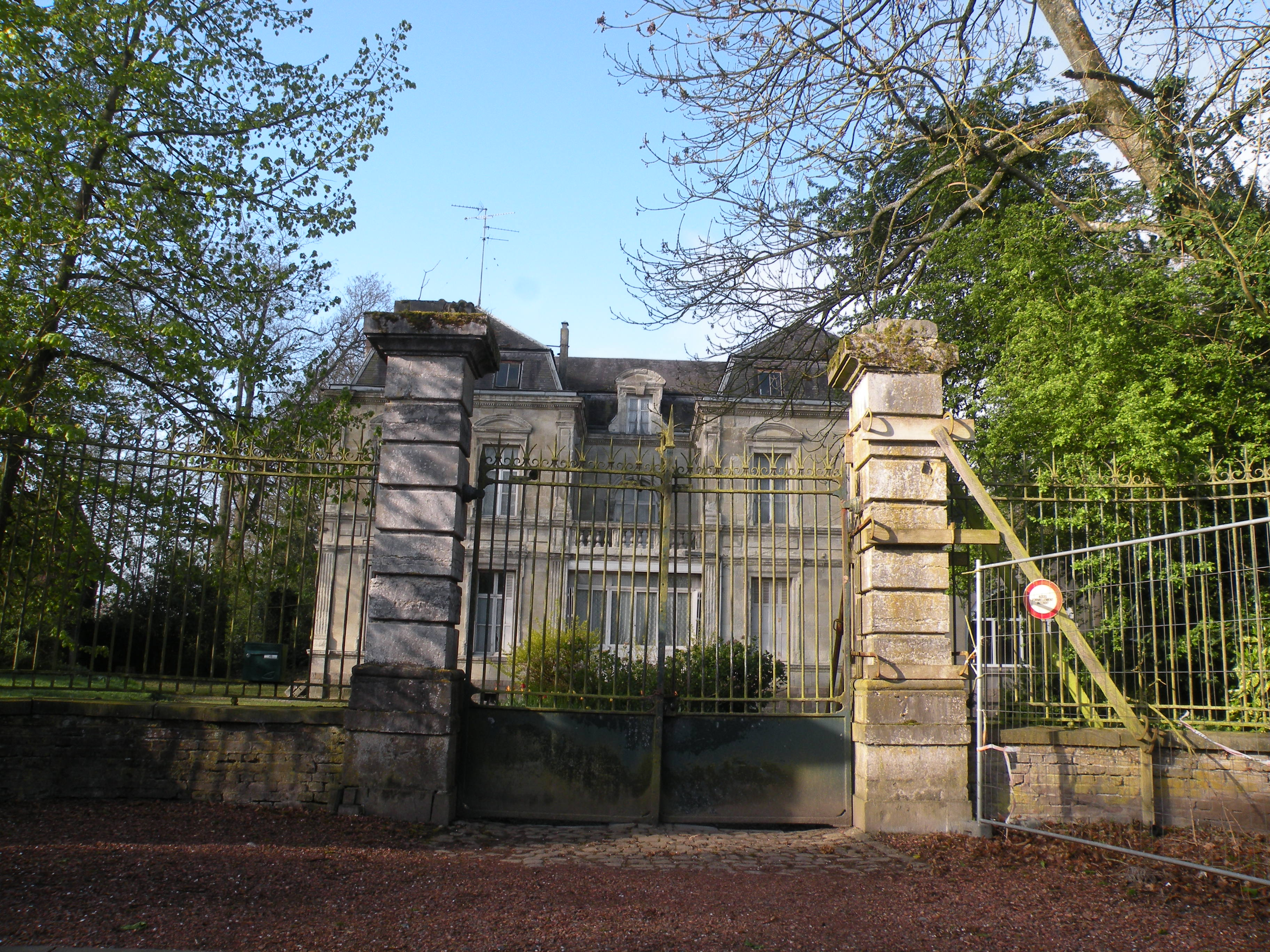
Schloss

- Kirche Saint-Laurent
- Schloss Bry